# Biblioteka Narodowa (seria)

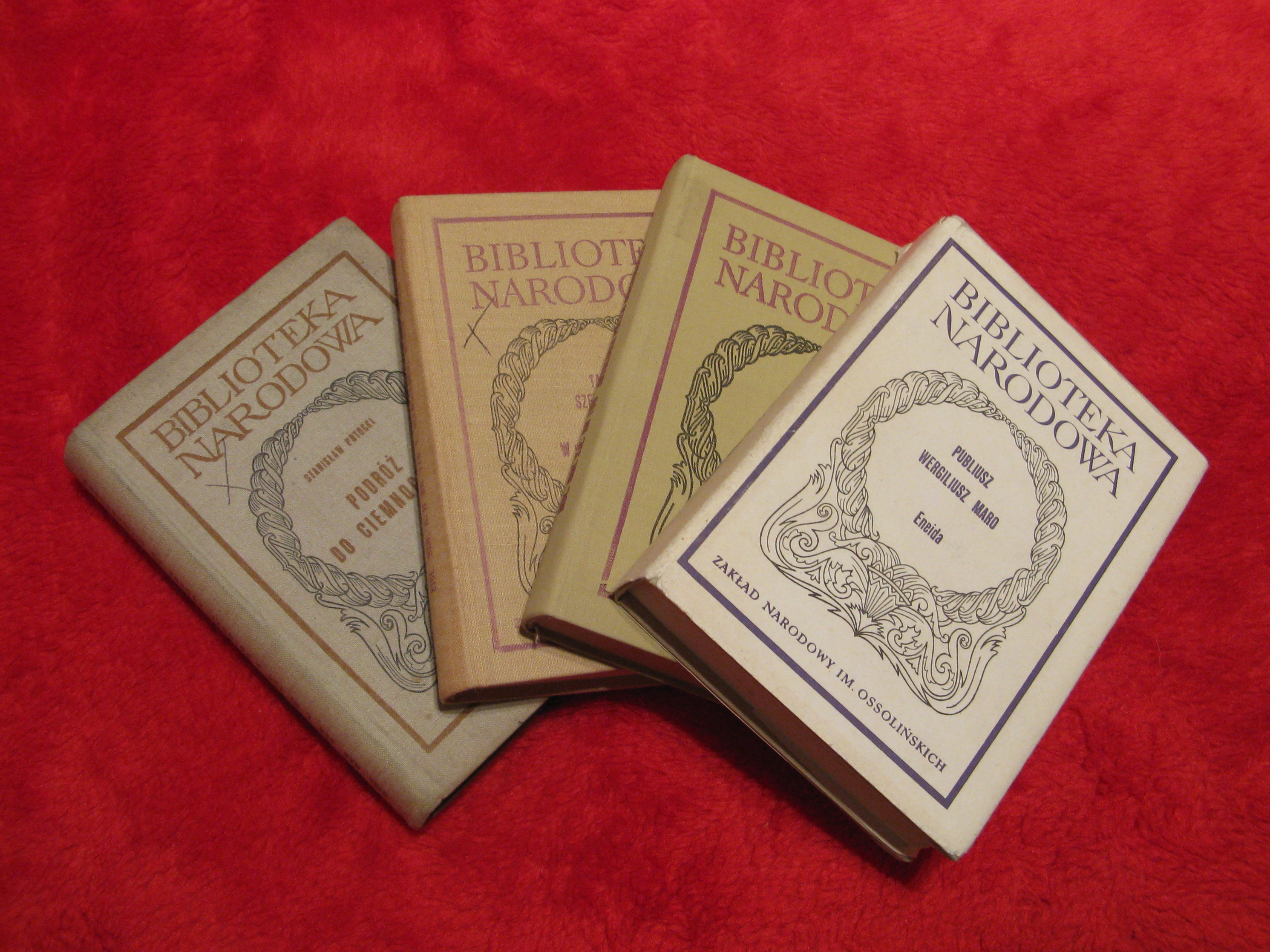
Cztery książki z serii Biblioteka Narodowa, pierwsza z prawej w obwolucie

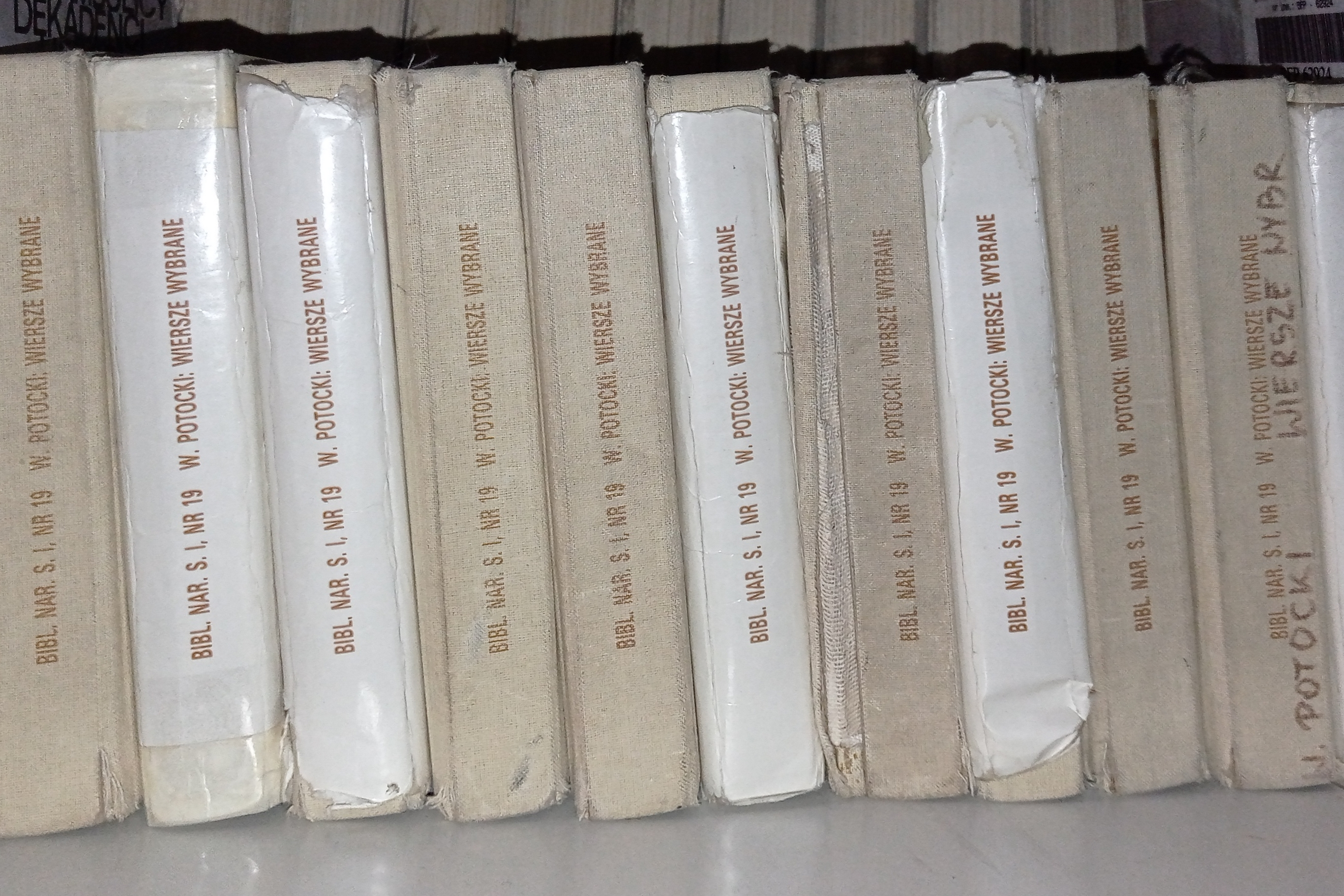
Grzbiety książek z serii w obwolutach i bez nich

Biblioteka Narodowa – seria wydawnicza wydawana przez Zakład Narodowy im. Ossolińskich (wcześniej – w latach 1919-1933 – przez Krakowską Spółkę Wydawniczą). Prezentuje najważniejsze utwory literatury polskiej i światowej wraz z bogatym opracowaniem, zawierającym aktualny stan wiedzy na temat danego dzieła. To najstarsza tego typu europejska seria wydawnicza. Do 2019 roku wydano w niej łącznie 608 tomów w trzech seriach: seria I  (literatura polska, 335 tomów), seria II (literatura obca, 264 tytuły) i seria III (literatura dla młodzieży, 9 tomów). 
Pomysłodawcą serii był Stanisław Kot. Idea narodziła się w czasie I wojny światowej i wynikała z troski o to, by inteligencja była świadoma polskiego dorobku literackiego. Założeniem serii BN było podawanie poprawnej edycji dzieła literackiego ze wstępem historycznoliterackim opartym na najnowszym stanie badań, oraz z przypisami. Wstęp miał być pisany w sposób przystępny, zrozumiały dla różnorodnego – zarówno pod względem wieku, wykształcenia, jak i zawodu – odbiorcy, nie będącego specjalistą, jednocześnie zaś charakteryzować się wysoką jakością merytoryczną. Miały też za zadanie wywołać u czytelnika zainteresowanie i entuzjazm do utworu. Stąd w pierwszych latach często rezygnowano z uznanych autorytetów i powierzano pisanie wstępu raczej młodszym literaturoznawcom. Wstępy mogły liczyć od kilkunastu do kilkudziesięciu stron.   
Pierwszy tom ukazał się 1 listopada 1919 roku w Krakowie i był to tom serii I, Treny Jana Kochanowskiego, w opracowaniu Tadeusza Sinki (sprzedał się szybko w liczbie siedemdziesięciu tysięcy egzemplarzy). Pierwszy tom serii II ukazał się w 1920 roku – była to Antygona Sofoklesa (oprac. Kazimierz Morawski). Wydawcą była Krakowska Spółka wydawnicza, a drukiem zajmowała się drukarnia Władysława Ludwika Anczyca. Okładki były miękkie, papierowe, wykorzystywano też tańszy papier, aby zapewnić możliwie niskie ceny. Pierwsze tomy kosztowały niewiele: kilkanaście groszy-kilka złotych, a tomy sprzedawały się nieźle: od sześciu do dwudziestu pięciu tysięcy egzemplarzy. 
Od 1930 roku tempo wydawania kolejnych tomów serii znacznie spadło. Powodem były problemy finansowe ówczesnego wydawcy. Po upadku Krakowskiej Spółki Wydawniczej w 1933 roku, Stanisław Kot przeniósł wydawanie Biblioteki Narodowej do Zakładu Narodowego im. Ossolińskich we Lwowie. Redakcję tamtejszą zorganizował i objął Kazimierz Giebułtowski (wcześniej zatrudniony w Krakowskiej Spółce Wydawniczej jako redaktor, pracujący przy serii).
Tomy wydawane są w formacie B6 z charakterystycznym secesyjnym wieńcem na okładce. Początkowo wieniec zawierał ukryte inicjały jego projektanta – Antoniego Procajłowicza. Inicjały zniknęły w czasie PRL. Wieniec budził sprzeczne emocje – miał zarówno swoich zwolenników, jak i przeciwników. Wacław Borowy uważał, że sprawia on, że Biblioteka Narodowa jest jednym z najbardziej szpetnych wydawnictw. Dlatego w ramach kodyfikacji serii próbował pozbyć się wieńca, jednak bezskutecznie (a emocje związane z tą grafiką były jedną z przyczyn jego rezygnacji z roli wydawcy serii). W latach 60. wieniec Procajłowicza został na pewien czas zastąpiony przez uproszczony wieniec olimpijski, autorstwa Aliny i Leszka Kaćmów. Wprowadzono też wtedy płócienną oprawę i obwolutę o odrębnej kolorystyce dla różnych serii: seria I ukazywała się w kolorze czerwonym, seria II natomiast – zielonym. Ani nowy wieniec na okładce, ani nowy sposób oprawy nie przyjęły się. Współcześnie na okładkach ponownie widnieje wieniec Procajłowicza.